# Phantom Limb (Pig Destroyer)
Phantom Limb è il quarto album dei Pig Destroyer, pubblicato nel 2007 dalla Relapse Records.

## Tracce
Tutti i brani sono di J.R. Hayes.
1. Rotten Yellow - 1:40
2. Jupiter's Eye - 1:28
3. Deathtripper - 1:04
4. Thought Crime Spree - 2:17
5. Cemetery Road - 0:50
6. Lesser Animal - 1:12
7. Phantom Limb - 1:37
8. Loathsome - 4:04
9. Heathen Temple - 3:30
10. 4th Degree Burns - 1:28
11. Alexandria - 3:03
12. Girl in the Slayer Jacket - 3:26
13. Waist Deep in Ash - 2:36
14. The Machete Twins - 03:02
15. - 07:26

## Formazione
- Blake Harrison - sampling
- Brian Harvey - batteria
- J.R. Hayes - voce
- Scott Hull - chitarra